# 倫堡
倫堡（波蘭語：[ˈlɛmbɔrk] ⓘ，波美拉尼亚劳恩堡）是波蘭的城鎮，位於該國北部，距離首府格但斯克約80公里，由濱海省負責管轄，始建於1285年，面積17.9平方公里，海拔高度17米，2010年人口34,581。

## 外部連結
- Municipal website （页面存档备份，存于）
- Lębork dawniej i dziś (zdjęcia) （页面存档备份，存于）